# Heinrich Cunow
Heinrich Cunow (Schwerin, 11 aprile 1862 – Berlino, 26 agosto 1936) è stato un politico, sociologo e giornalista tedesco.

## Biografia
Cresciuto in una famiglia povera, si trasferì ad Amburgo per completare un apprendistato da contabile. Qui incontrò l'ambiente socialdemocratico e iniziò a collaborare con l'Hamburger Echo e il Vorwärts. Sin da subito si occupò della teoria marxista e della ricerca etnologica. Nel 1898 si trasferì a Berlino, dove scrisse articoli di economia e politica per il Die Neue Zeit, poi nel 1902 prese il posto di Karl Liebknecht come redattore del Vorwärts. In tal veste, assieme a Heinrich Ströbel guidò l'opposizione al gruppo revisionista di Kurt Eisner come marxista ortodosso di sinistra. Tra i suoi collaboratori figuravano anche Franz Mehring, Rudolf Hilferding e Rosa Luxemburg.
Durante la prima guerra mondiale passò dall'estrema sinistra all'estrema destra della socialdemocrazia. A differenza di Karl Marx riteneva infatti che la storia corregge sempre l'ideologia, opponendosi dunque alla classe unilaterale, che credeva fosse di pari importanza storico-sociale alla nazione, alla società e allo Stato. Nel 1917 fu promosso a direttore del Die Neue Zeit al posto di Karl Kautsky, mostrando una forte opposizione al bolscevismo. Nel 1919 divenne professore associato di scienze sociali e storia economica all'Università di Berlino, e nel 1924 venne nominato direttore del Museo Etnologico. A questo periodo risale la sua opera più importante Die Marxsche Geschichts-, Gesellschafts- und Staatstheorie (1920-1921), una critica della teoria marxista in cui risale ai suoi concetti fondamentali, soprattutto classificando correttamente l'influenza di Hegel sulla dialettica di Marx.
In campo politico fu membro dell'Assemblea nazionale costituente tedesca (1919-20) e del Landtag prussiano nella prima legislatura (1921-1924). Dopo la presa del potere dei nazisti, gli fu confiscata la pensione e i suoi libri vennero messi al rogo.

## Opere
- Weitere W u. a. Die soziale Verfassung d. Inka-Reiches, 1896;
- Die Technik d. Urzeit, 1912;
- Die Parteien d. großen Franz. Revolution u. ihre Presse. 1912;
- Ursprung d. Rel. u. d. Gottesglaubens, 1913;
- Zur Urgesch. d. Ehe u. Fam., 1913;
- Parteizusammenbruch ?, 1915;
- Allg. Wirtschaftsgesch, 4 Bde., 1927 ff.;
- Gesch. u. Kultur d. Inka-Reiches, Amsterdam 1937.